# De architectura
De architectura (en français « au sujet de l’architecture ») est le traité d'architecture en latin de Vitruve, écrit vers -15, et dédié à l’empereur Auguste.

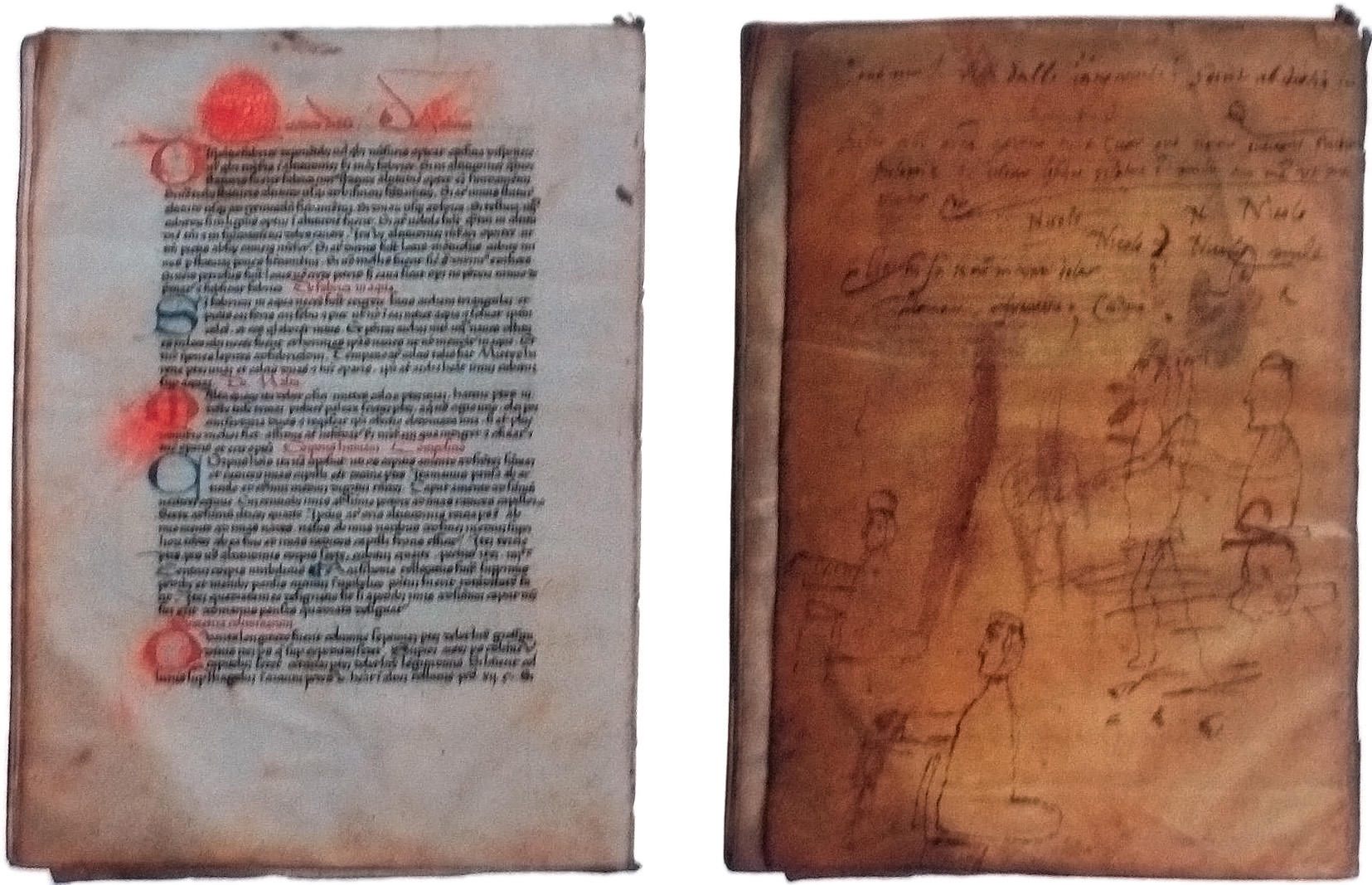
Manuscrit du traité de Vitruve sur parchemin, vers 1490.

Ce traité expose le principe de la superposition vitruvienne des trois ordres classiques, celui des trois qualités d'un bâtiment firmitas, utilitas et venustas – solidité (force ou pérennité), utilité et beauté – et celui selon lequel l’architecture est une imitation de la nature. Ces principes formeront ce que l’on appellera par la suite la conception classique de l’architecture.

## Description
Il s’agit d’une des plus importantes sources de la connaissance moderne des méthodes et des techniques constructives des Romains, de leur conception des ouvrages d’une part, aqueducs, palais, thermes, ports, etc., comme des machines, outils et autres instruments de mesure. Il est également la principale source de la célèbre histoire d’Archimède et sa baignoire.
À l’origine, le traité était probablement accompagné d’illustrations. Il se présente comme une encyclopédie des techniques de l’Antiquité romaine, et fait l’éloge à son dédicataire de la fonction d’architectus, intermédiaire entre celle de l’architecte grec et de l’ingénieur militaire romain — éloge fort nécessaire, puisqu’il semble qu’à Rome, ce métier ne fût pas beaucoup mieux considéré que celui de simple artisan. Or, selon Vitruve, l’architecture est « science qui s’acquiert par la pratique et la théorie ». L’architecte doit avoir de nombreuses connaissances en géométrie, en dessin, en histoire, en mathématiques, en optique.
Unique texte concernant l’architecture qui nous soit parvenu de l’Antiquité, il occupe une place prééminente dans le fondement théorique de l’architecture occidentale, depuis la Renaissance et jusqu’à la fin du XIXe siècle. Ainsi les architectes de la Renaissance comme les italiens Sebastiano Serlio et Palladio s’en inspirèrent beaucoup. Il continua d’exercer une influence majeure jusqu’à l’avènement de l’architecture classique et baroque, où Claude Perrault (1613-1688) commença à remettre en question l’interprétation de ses principes.
Le Moyen Âge a connu Vitruve mais souvent de façon indirecte, malgré l’existence de quelques manuscrits : ainsi l'épisode d’Archimède et la couronne du roi Hiéron II nous sont-ils transmis par Vitruve. C’est à l'érudit Leone Battista Alberti que l’on doit le regain de faveur du De architectura, dans les années 1420. Pour établir le texte de la première édition imprimée (Rome, 1486, impr. G. Herolt, 2 volumes in-folio), Sulpizio da Veroli dut collationner plusieurs manuscrits puisqu’aucun ne comportait le texte complet, mais s’appuya essentiellement sur le manuscrit de l’Escurial (daté du XIe siècle).
Vitruve est connu pour son étude des proportions anatomiques de l’homme, reprise par Léonard de Vinci dans l’« homme de Vitruve » représentant un homme à quatre bras et quatre jambes inscrit dans un cercle.
En France, Guillaume Philandrier est l’auteur de la première édition critique du texte latin (Lyon, 1552, impr. Jean de Tournes).

## Le traité à travers les siècles

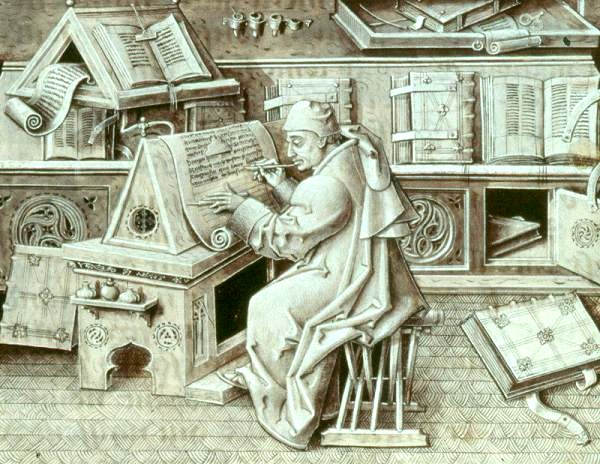
Miniature de Jean Le Tavernier représentant Jean Miélot (mort en 1472) écrivant, sans doute dans sa bibliothèque.

Le traité a probablement été écrit vers -25, durant les années où l'empereur Auguste, à qui il était dédié, ambitionnait une rénovation générale des édifices et des embellissements publics. L'influence de Vitruve sur son époque semble toutefois avoir été très limitée au regard des œuvres réalisées par lui — il ne s'attribue lui-même, dans le traité, que la paternité de la basilique de Fano (it).
Une autre tradition du traité est parvenue, d'un certain Cetius Faventinus, qui abrège et synthétise le traité de Vitruve pour les lecteurs ordinaires, notamment les propriétaires privés, que la longueur de l'ouvrage peut rebuter. Des termes techniques sont remplacées par un vocabulaire plus simple, et certains bâtiments massifs (temples, théâtres) ne sont pas abordés. Ce n'est pas un manuel de construction mais il permet aux propriétaires de mieux contrôler les choix durant les travaux. Il fut écrit sous l'empire, avant Palladius qui s'en sert comme source. Plusieurs données diffèrent de Vitruve, notamment dans les statistiques, ces modifications sont dues à l'expérience des travaux ou au progrès technique même s'il est difficilement datable.
Le traité nous est parvenu grâce à une seule copie, dépourvue d'illustration, provenant des îles Britanniques (ms. Harleian 2767, VIIIe s., British Museum, Londres) et apportée par Alcuin à la cour de Charlemagne où elle suscita un intérêt exclusivement philologique, comme chez Éginhard. Reproduit  en plusieurs exemplaires à partir de la copie originale aujourd'hui perdue, il ne semble pas avoir exercé une quelconque influence sur l'architecture durant tout le Moyen Âge, même si un manuscrit du De architectura à Oxford est émargé d'une glose de la main de Petrarque et que  Boccace en possédait une copie. D'autres copies sont attestées, également en Italie, à la fin du XIVe siècle.
Aussi le mythe de sa redécouverte en 1414 à Mont-Cassin par Poggio Bracciolini n'est pas crédible. Celui-ci en aura retrouvé une copie à travers ses recherches (peut-être dans l'aire germanique), ce qui contribua effectivement à sa diffusion.

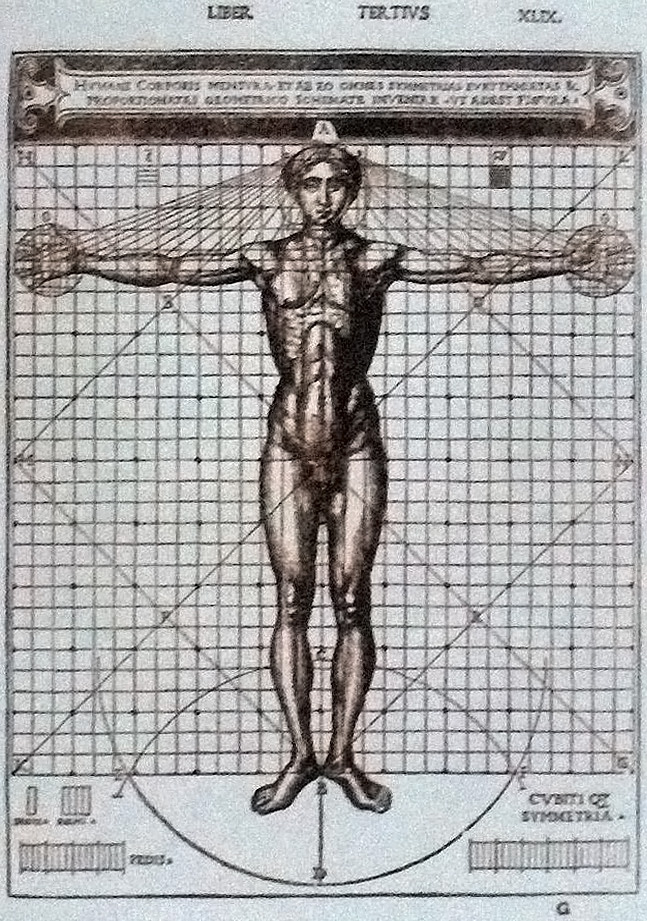
L'« homme vitruvien », illustration de l'édition du De achitectura de Vitruve par Cesare Cesariano (1521).

Au cours du XVe siècle, la connaissance et l'intérêt pour Vitruve iront croissant, au mérite de Lorenzo Ghiberti, Leon Battista Alberti, Francesco di Giorgio Martini auteur de la première traduction, partielle, en langue vulgaire (manuscrite), Raphaël (qui le fit traduire à Fabio Calvo afin de pouvoir l'étudier directement).
Du XVe au XVIe siècle, le traité est maintes fois publié, avec notamment l'édition « reine » revue par Giovanni Sulpizio da Veroli (en) dite Sulpiciana (1490). La qualité exceptionnelle de cette édition, outre l'attention philologique et technique dont seul Giovanni Giocondo, littéraire et technicien à la fois, était capable, est due à l'appareil iconographique qui en devenait la clef de lecture principale de l'œuvre vitruvienne.
L'édition de Giovanni Giocondo, publiée en 1511 à Venise, avec les caractères de Giovanni Tacuino (it), revêt une importance majeure car elle constitue la première édition illustrée du traité, qui sera réimprimée successivement. Giocondo ajoute 136 dessins reproduits par xylographie, ayant trait aussi bien aux aspects architectoniques que techniques, comme les machines de construction, tentant de restituer les illustrations qui devaient vraisemblablement renforcer l'œuvre originale, et qui s'avèrent utiles à la compréhension du sens même de nombreux passages du traité.
L'édition corrigée de Cesare Cesariano est la première parue en langue vulgaire italienne (1521). Une autre édition majeure est celle de 1556, revue par Daniele Barbaro et illustrée par Andrea Palladio. Le XVIe siècle ne compte pas moins de quatre éditions en latin et neuf en italien. En 1547 paraît la première traduction en français par Jean Martin.

## Argument
Dans ce traité, si Vitruve donne à l’architecture le terme de  science[précision nécessaire], il ne la limite pas à un domaine restreint : en effet, il l’élève au rang de primauté par le fait qu’elle contient pratiquement toutes les autres formes de connaissance.
En l'espèce, l’architecte doit avoir des notions de :
- géométrie : il doit connaître les formes avec lesquelles il travaille ;
- mathématique : l’édifice doit rester stable, ce pour quoi des calculs spécifiques sont nécessaires ;
- anatomie et médecine : construire des lieux pour la vie de l’homme, pour cela il doit connaître les proportions humaines, doit être attentif à l’éclairement, à l’aération et à la salubrité des villes et des édifices ;
- optique et acoustique : il suffit de penser aux théâtres ;
- droit : de toute évidence, la construction doit suivre des règles bien précises ;
- théologie : dans le cas de l’édification des temples, ceux-ci devaient être agréables aux dieux ;
- astronomie : certains types de bâtiments, en particulier lieux de culte, doivent tenir compte de la position des étoiles ;
- météorologie : le microclimat du lieu de construction de l’édifice est fondamental pour les caractéristiques qu’il doit avoir.

L’architecture est imitation de la nature, l’édifice doit s’insérer harmonieusement dans l’environnement naturel. L’architecte doit posséder une culture littéraire et philosophique pour montrer qu'un technicien peut écrire sur ces sujets et légitimer un discours d'artisan cultivé — le modèle du De oratore de Cicéron est présent chez Vitruve, outre la connaissance de l’acoustique pour la construction des théâtres et des édifices semblables, de l’optique pour l’éclairement naturel des édifices, de la médecine pour l’hygiène des aires constructibles.

« L’architecture est une science qui embrasse une grande variété d’études et de connaissances ; elle connaît et juge de toutes les productions des autres arts. Elle est le fruit de la pratique et de la théorie. La pratique est la conception même, continuée et travaillée par l’exercice, qui se réalise par l’acte donnant à la matière destinée à un ouvrage quelconque, la forme que présente un dessin. La théorie, au contraire, consiste à démontrer, à expliquer la justesse, la convenance des proportions des objets travaillés.

Aussi les architectes qui, au mépris de la théorie, ne se sont livrés qu’à la pratique, n’ont pu arriver à une réputation proportionnée à leurs efforts. Quant à ceux qui ont cru avoir assez du raisonnement et de la science littéraire, c’est l’ombre et non la réalité qu’ils ont poursuivie. Celui-là seul, qui, semblable au guerrier armé de toutes pièces, sait joindre la théorie à la pratique, atteint son but avec autant de succès que de promptitude. »

— Vitruve, De l’architecture, livre i.
Vitruve, dans la préface, vise aussi à conférer à l’architecte un prestige culturel et social fortement ancré dans les techniques anciennes.

## Structure du traité
L’ouvrage est subdivisé en dix livres dont chacun est précédé d’un préambule :
- Livre i : organisation urbaine, architecture en général, formation et compétences de l'architecte ;
- Livre ii : techniques d’édifications et matériaux, origine de l’architecture ;
- Livres iii et iv : temples et ordres architecturaux ;
- Livre v : édifices publics avec une référence particulière au forum, à la basilique, aux théâtres et à la construction des ports ;
- Livre vi : édifices privés (lieu, types) ;
- Livre vii : parements et décoration, plâtres, pavements ;
- Livre viii : hydraulique ;
- Livre ix : cadrans solaires, digression astronomiques et astrologiques ;
- Livre x : mécanique (construction de grues, machines hydrauliques et de guerre).

Les dessins qui accompagnaient vraisemblablement le traité sont perdus.

## Table des matières (traduction de Maufras, 1847)

### LIVRE I
1. De l’architecture ; qualités de l’architecte
2. En quoi consiste l’architecture
3. Des parties dont se compose l’architecture
4. Sur le choix d'un lieu qui soit sain
5. Des fondements des murs et des tours
6. De la distribution des bâtiments, et de la place qu'ils doivent occuper dans l'enceinte des murailles
7. Du choix des lieux destinés aux usages de tous les citoyens

### LIVRE II
1. De la manière de vivre des premiers hommes ; des commencements de la société humaine ; des premières constructions et de leurs développements
2. Des principes des choses, selon l’opinion des philosophes
3. Des briques
4. Du sable
5. De la chaux
6. De la pouzzolane
7. Des carrières de pierres
8. Des différentes espèces de maçonnerie
9. Des bois de construction
10. Du sapin supernas et de l'infernas, avec la description de l'Apennin

### LIVRE III
1. D’après quel modèle on a établi les proportions des temples
2. Plan et proportions des temples
3. Des cinq espèces de temples
4. Des fondements à faire, soit dans des terrains solides, soit dans des terres rapportées
5. Des colonnes ioniques et de leurs ornements

### LIVRE IV
1. Des trois ordres de colonnes, de leur origine et de la proportion du chapiteau corinthien
2. Des ornements des colonnes
3. De l’ordre dorique
4. De l’intérieur des cella, et de la distribution du pronaos
5. De l'orientation des temples
6. Portes et chambranles des temples ; leurs proportions
7. De l’ordre toscan
8. Des temples ronds et de ceux qui présentent d'autres dispositions
9. De la disposition des autels des dieux

### LIVRE V
1. Du forum et des basiliques
2. De la disposition du trésor public, de la prison et de l’hôtel de ville
3. Des théâtres et du choix d'un endroit sain pour les y placer
4. De la musique harmonique
5. Des vases du théâtre
6. De la forme à donner aux théâtres
7. Du plafond du portique des théâtres
8. Des théâtres des Grecs
9. Des portiques qui sont derrière la scène, et des promenoirs
10. Les bains ; leur disposition et leurs différentes parties
11. De la construction des palestres ; des xystes
12. Des ports, et des constructions qui doivent se faire dans l’eau

### LIVRE VI
1. De la disposition des maisons appropriées aux localités
2. Des proportions et des mesures que doivent avoir les édifices des particuliers, suivant la nature des lieux
3. Des cavaedium, ou atrium, et de leurs ailes ; du cabinet d'étude et du péristyle ; des salles à manger, des salons, des exèdres ; des galeries de tableaux, et de leurs dimensions ; des salons in la manière des Grecs
4. Vers quelle partie du ciel doit être tournée chaque espèce d'édifices, pour qu’ils soient commodes et sains
5. Des édifices considérés sous le rapport de leur disposition particulière, relativement à la qualité des personnes qui doivent les habiter
6. De la disposition des maisons à la campagne
7. De la disposition des édifices grecs, et des parties qui les composent
8. De la solidité et des fondements des édifices

### LIVRE VII
1. De la rudération
2. De la préparation de la chaux pour faire le stuc
3. De la disposition des planchers en forme de voûte ; du stuc et du crépi
4. Des enduits qu'il faut faire dans les lieux humides
5. De la manière de peindre les murailles
6. De la manière de préparer le marbre pour de faire du stuc
7. Des couleurs naturelles
8. Du cinabre et du vif-argent
9. De la préparation du cinabre
10. Des couleurs artificielles
11. Du bleu d'azur et de l'ocre brûlée
12. De la céruse, du vert-de-gris et du minium
13. De la pourpre
14. Des couleurs qui imitent la pourpre

### LIVRE VIII
1. De la manière de trouver l'eau
2. De l’eau de pluie
3. Des eaux chaudes, et de la nature de plusieurs fontaines, fleuves et lacs
4. Des qualités particulières à certains lieux et à certaines fontaines
5. Moyen de connaître la qualité des eaux
6. De la manière de niveler les eaux, et des instruments qu'on doit employer
7. De la manière de conduire les eaux, de creuser les puits, de faire les citernes, et autres ouvrages maçonnés à chaux et à ciment

### LIVRE IX
1. Des douze signes du zodiaque, et des sept astres qui ont un mouvement contraire à celui de ces signes
2. Du croissant et du décours de la lune
3. Comment le soleil, parcourant les douze signes du zodiaque, allonge ou diminue les jours et les heures
4. Des constellations qui sont placées à la droite de l’orient, entre le zodiaque et le septentrion
5. Des constellations qui sont placées à la gauche de l’orient, entre le zodiaque et le midi
6. De l’astronomie employée pour prédire les changements de temps, et ce qui doit arriver aux hommes, d'après l’aspect des astres au moment de leur naissance
7. Manière de faire un analème
8. De l’invention des horloges d'été ou cadrans solaires ; des clepsydres et des horloges d'hiver ou anaphoriques

### LIVRE X
1. Des machines ; en quoi elles diffèrent des organa
2. Des machines qui servent à tirer
3. De la ligne droite et de la ligne circulaire, principes de tout mouvement
4. Des différentes espèces de machines destinées in tirer l'eau
5. Des roues que l'eau met en jeu, et des moulins à eau
6. De la limace qui donne une grande quantité d'eau sans l'élever bien haut
7. De la machine de Ctesibius qui élève l’eau très-haut
8. Des orgues hydrauliques
9. Du moyen de connaitre combien l'eau a fait de chemin, dans une voiture ou sur un bateau
10. Des proportions des catapultes et des scorpions
11. Des proportions des balistes
12. De la manière de bander avec justesse les catapultes et les balistes

## Style
Dans la préface, Vitruve est un écrivain élégant et rhétorique. Dans les parties suivantes, c’est une langue didactique, sans fioritures, efficace, et usant de techniques d’origine grecque. Ce livre est le premier exemple de traitement systématique de la materia giuntaci.

## L’emprunt à Vitruve du classicisme
« Dans tous ces différents travaux, on doit avoir égard 
à la solidité, à l’utilité, à l’agrément : à la solidité, en 
creusant les fondements jusqu’aux parties les plus fermes 
du terrain, et en choisissant avec soin et sans rien épargner, les meilleurs matériaux ; à l’utilité, en disposant les lieux de manière qu’on puisse s’en servir aisément, sans embarras, et en distribuant chaque chose d’une manière convenable et commode ; à l’agrément, en donnant à l’ouvrage une forme agréable et élégante qui flatte l’œil par la justesse et la beauté des proportions. »

— Vitruve, De l’architecture, livre i.
Du livre premier du traité, Claude Perrault tira au XVIIe siècle, ce passage célèbre à partir duquel il formula la triade vitruvienne à  laquelle l’architecture doit satisfaire : 
- firmitas (solidité, ou robustesse) ;
- utilitas (commodité, ou utilité) ;
- venustas (beauté, ou volupté).

Cette triade condense éloquemment le traité de Vitruve, mais celui-ci contient une vision théorique plus complexe et n’est pas aussi strictement cohérent.

## Premières et principales traductions en Europe

### En italien
- 1521 : Côme, Cesare Cesariano, éd.Gottardo da Ponte (en ligne).
- 1524 : Venise, éd. Durantino (en ligne).
- 1536 : Pérouse, éd. Caporali (en ligne).
- 1556 : Venise, éd. Daniel Barbaro (en ligne).

### En allemand
- 1548 : Vitruvius Teutsch Nuremberg, éd. Gualerius Rivius (Walter Ryff) (en ligne).
- 1796 : August Rode, Leipzig (?) : August Rode (Übers.): Vitruv. Baukunst. 2 Bände. Fotomechanischer Nachdruck der Ausgabe Göschen, Leipzig 1796. Edition und Bildauswahl Beat Wyss. Einführung Georg Germann. Birkhäuser, Basel 1987.

### En français
- 1547 : Paris, Jean Martin, ill. de Jean Goujon[10] (en ligne.)
- 1556-1559 : Epitome (abrégé), Toulouse, Jean Gardet, ill. de Dominique Bertin, annotations de Jean Gardet sur les trois premiers volumes (en ligne).
- 1572 : Paris, Jean Martin, Marnef et Cavellat (en ligne).
- 1673 : Paris, trad. Claude Perrault, éd. J.-B. Coignard (en ligne).
- 1816 : Bruxelles, De Bioul.
- 1837 : Paris, trad. Claude Perrault, éd. E. Tardieu et A. Coussin Fils, avec toutes les notes de Perrault (en ligne).
- 1847 : Paris, trad. Ch.-L. de Maufras, éd. Panckoucke, avec les textes en latin et en français en vis-à-vis (en ligne).
- 1857 : Paris  trad. Claude Perrault, éd. M. Nisard, Collection des auteurs latins avec la traduction en français.
- 2015 : De l'architecture, édition dirigée par Pierre Gros, Paris, Les Belles Lettres.

Autres éditions, voir le site Architectura du CESR.

### En espagnol
- 1582 : Alcalá de Henares, Urrea Miguel, éd. Juan Graciàn.
- 1787 : Madrid, D. /. Ortiz et Sanz.

### En anglais
- 1624 : Venise, Henry Wotton, Inigo Jones.
- 1730 : Londres, Robert Castell.
- 1771 et 1791 : Londres, James Newton, éd J. Taylor.
- 1812 et 1817 : Londres, Williams Wilkins.

### Traductions bilingues
- (la + fr) Vitruve et Philippe Fleury (éditeur scientifique) (trad. du latin par Philippe Fleury), De l'Architecture, Livre I, Paris, Belles Lettres, coll. « Collection des Universités de France, série latine », 1990 (réimpr. 2023), CXVIII + 245 pages. (ISBN 2-251-01349-0 et 9782251013497, OCLC 489625668)
- (la + fr) Vitruve, Pierre Gros (éditeur scientifique), Louis Callebat (éditeur scientifique) et Catherine Jacquemard (éditeur scientifique) (trad. du latin), De l'Architecture, Livre II, Paris, Belles Lettres, coll. « Collection des Universités de France, série latine », 1999 (réimpr. 2023), LXVI + 254 pages. (ISBN 9782251013497 et 2251013490, OCLC 929210204)

### Source
- (it) Cet article est partiellement ou en totalité issu de l’article de Wikipédia en italien intitulé « De architectura » (voir la liste des auteurs).